# Bulbophyllum ascochiloides
Bulbophyllum ascochiloides là một loài phong lan thuộc chi Bulbophyllum.